# A Man Returned
A Man Returned er en dansk-britisk dokumentarfilm fra 2016 instrueret af Mahdi Fleifel, som vandt Sølvbjørnen for bedste kortfilm ved Berlinalen 2016.

## Handling
Instruktøren fortæller historien om vennen Reda, der forsøger at slippe væk fra en palæstinesisk flygtningelejr og opholder sig tre år i Grækenland. Reda vender hjem som heroin-misbruger til en lejr, der er ved at blive sønderrevet af interne stridigheder og indvirkning fra Syrien-krigen, men mod alle odds beslutter han at gifte sig med sin barndomskæreste.

## Medvirkende
- Reda Al-Saleh